# Горан Богдан
Горан Богдан (хорв. Goran Bogdan; нар. 2 жовтня 1980, Широкі Брієг, Боснія і Герцеговина) — хорватський актор. З 2005 року він знявся в понад 40 фільмах, серед яких хорватська драма Батько, франко-британський серіал Останні пантери, голлівудський серіал Фарго (III сезон) і український шестисерійний детектив Зломовчання.

## Життєпис
Горан Богдан народився 2 жовтня 1980 року в місті Широкі Брієг в Боснії і Герцеговині. Його батько Шимун — професор факультету машинобудування в Мостарі, а мати Міла — професор математики в середній професійній школі в Широкі Брієг. У Горана є три брати і дві сестри.
Почав виступати, як любитель в віці 15 років. У 16 років грав на гітарі в рок-групі Luna Meugim.
Навчався на економічному факультеті в університеті Загреба, а також три роки провчився на транспортному факультеті.
З 2005 по 2012 рік навчався в Академії драматичного мистецтва в Загребі.
Під час навчання серйозно захопився акторською майстерністю. 
Перші ролі отримав в Пещенському культурному центрі і приєднався до аматорської драматичної секції «Гаудеамус».

## Акторська кар'єра
У 2010 році Богдан став актором Загребського молодіжного театру. Грав в наступних спектаклях: "Гамлет", "Коко в Парижі", "Навколо світу за 80 днів", "Подорожі Гуллівера", "Лист Хайнера Міллера", "Гидке каченя" і в багатьох інших. Крім ролей в Загребському молодіжному театрі, він грав і в інших театрах. Богдан брав участь в таких спектаклях: "В країні чудес", "Свято малих громадян", "П'яний процес", "Огляд назад" і інших.
Зіграв понад 40 ролей в кіно і телевізійних програмах. Найбільшу популярність йому принесли роль брокера Анте в фільмі "Соня і бик" (2012), роль Мірана в "Деякі інші історії" (2010). Горан Богдан був визнаний рекордсменом за кількістю ролей на Кінофестивалі в Пулі.
Брав участь у написанні сценарію до фільму "Ходак" (2014 року).
Крім акторської кар'єри в Хорватії, Горан грає в іноземних фільмах. У 2015 році він зіграв роль серба Мілана Челіка в французько-британському кримінальному серіалі "Останні пантери" про реально існуюче угруповання Рожеві пантери, що спеціалізувалася на пограбуваннях ювелірних магазинів. Після цього він зіграв українця Юрія Гурку в третьому сезоні американського серіалу Фарго (2017). Також грав у фільмах Все включено (2017) і Ми не говорили про кінець (2018).
Горан Богдан був членом журі на Сараєвському кінофестивалі в 2017 році.
Разом зі своїм кумом він заснував фестиваль "Західна Герцеговина", який просуває нові фільми і музику.
У 2021 році знявся в хорватсько-українському шестисерійному фільмі «Зломовчання» заснованому на циклі романів Драго Хедла «Слов'янська трилогія», який оповідає про сексуальне рабство в Східній Європі. У цій картині він зіграв журналіста Стрибор, який розслідує загадкові зникнення дівчаток-підлітків, які відбуваються паралельно в Києві і хорватському місті Осієк. Разом з іншими героями він виявляє, що між цими двома містами налагоджено нелегальну торгівлю зброєю та дівчатами, яких продають з метою сексуального рабства.

## Фільмографія

### Основні ролі на телебаченні
- "Зломовчання" в ролі журналіста Стрибора (2021)
- "Ранок все змінить", в ролі Вука Антоніча (2018)
- "Хранитель замків" в ролі Земана (2017)
- "Фарго" в ролі українця Юрія Гурки (2017)
- "Віра і змова" в ролі Сергія Рудича (2016)
- "Останні пантери" в ролі Мілана Челік (2015)
- "Про терапії" в ролі Джозі (2013)
- "Стип геть" в ролі Бориса (2013)
- "Майстри" в ролі Іллі (2013)
- "Відпочинок, ти цього заслужив" в ролі Нікола (2008)
- "Гордість Раткаів" в ролі охоронця (2008)
- "Божевільний будинок" в ролі Джозі (2008)
- "Назавжди сусіди" в ролі Андрія (2007 — 2008)
- "Звичайні люди" в ролі Небойша (2007)
- "Заборонене кохання" в ролі адвоката Чуляка (2005)

### Основні кіноролі
- "Далечінь" (2023)

- "Батько" (2020)
- "Я трохи пам'ятаю той день" (2019)
- "Я дію, я є" (2018)
- "Агапе" в ролі Мірана (2017)
- "Все найкраще" в ролі Міслава (2016)
- "Імена вишень" в ролі Марко (2015)
- "Такі правила" в ролі лікаря (2014)
- "Хлопчики з вулиці Маркса і Енгельса" в ролі Станка (2014)
- "Номер 55" у ролі Тома (2014)
- "Діти священника» в ролі Юре (2013)
- "Майстри" в ролі Іллі (2013)
- "Соня і бик" в ролі Анте Кево (2012)
- "Ірис" (2012)
- "Діти Харакірі" (2010)
- "Шоу має тривати" в ролі солдата (2010)

## Нагороди
- 2013 — Театральний актор року за версією Teatar.hr Awards.
- 2017 — Премія Владимира Назора за досконалість у кіно — роль у фільмі «Агапе».[7][14]
- 2020 — Премія Європейської кіноакадемії кращому акторові — роль у фільмі "Батько". Став першим хорватським актором, номінованим на європейську кінопремію за кращу чоловічу роль.[19][20][21][22][23][24]